# Morgan Wallace
Morgan Wallace (* 26. Juli 1881 in Lompoc, Kalifornien; † 12. Dezember 1953 in Tarzana, Kalifornien) war ein US-amerikanischer Schauspieler.

## Leben
Der gebürtige Kalifornier Morgan Wallace stand erstmals 1904 am Broadway in Romeo und Julia auf der Bühne. Sein Filmdebüt machte er 1914 im Film Gentlemen of Nerve aus den Studios von David Wark Griffith, im selben Jahr spielte er außerdem noch neben Marie Dressler in Tillie's Punctured Romance. Bei dem Kurzfilm Caught in a Flue versuchte er sich ebenfalls 1914 als Regisseur, doch es sollte seine einzige Regiearbeit bleiben. In den folgenden Jahren drehte er immer wieder in unregelmäßigen Abständen weitere Filme, so war er unter Griffiths Regie als schurkischer Marquis in Zwei Waisen im Sturm aus dem Jahr 1921 zu sehen. In den 1920er-Jahren trat Wallace in zehn Stücken am Broadway auf, darunter in The Tavern und Women Go On Forever. Mit Beginn des Tonfilmes Ende der 1920er-Jahre konzentrierte er sich hauptsächlich auf seine Filmkarriere, wo er besonders häufig strenge und autoritäre Nebenfiguren spielte.
Insgesamt drehte Morgan Wallace rund 125 Filme. Zu seinen Rollen zählten der düstere Henker im Pre-Code-Drama Safe in Hell (1931), ein Chauffeur im oscarprämierten starbesetzten Film Menschen im Hotel (1932) sowie ein Kunde von W. C. Fields in der Komödie Das ist geschenkt (1934), der energisch Kumquats verlangt. Er hatte ebenfalls eine Nebenrolle in Fritz Langs erstem amerikanischen Film Blinde Wut. 1946 zog er sich nach dem Film The Falcon's Alibi sowie dem Broadway-Stück Loco aus dem Schauspielgeschäft zurück. Der Schauspieler, der mit Louise Chapman Wallace verheiratet war, verstarb 1953 mit 72 Jahren. Er war das dritte Mitglied der Screen Actors Guild bei ihrer Gründung im Jahre 1933.

## Filmografie (Auswahl)
- 1914: Gentlemen of Nerve (Kurzfilm)
- 1914: Tillies gestörte Romanze (Tillie’s Punctured Romance)
- 1921: Dream Street
- 1921: Zwei Waisen im Sturm (Orphans of the Storm)
- 1924: Die Juwelen der Romanoffs (Torment)
- 1930: Sisters
- 1930: Up the River
- 1931: The Maltese Falcon
- 1931: Leichtes Geld (Smart Money)
- 1931: Alexander Hamilton
- 1931: Safe in Hell
- 1932: Hell’s House
- 1932: Menschen im Hotel (Grand Hotel)
- 1932: Wer hat hier recht? (Lady and Gent)
- 1932: Blonde Venus
- 1932: Wild Girl
- 1932: Wenn ich eine Million hätte (If I Had a Million)
- 1933: Das Hohe Lied (The Song of Songs)
- 1933: Sexbombe (Bombshell)
- 1933: Der Boxer und die Lady (The Prizefighter and the Lady)
- 1934: David Harum
- 1934: Die lustige Witwe (The Merry Widow)
- 1934: We Live Again
- 1934: Das ist geschenkt (It’s a Gift)
- 1935: Der Teufel ist eine Frau (The Devil is a Woman)
- 1935: Goin’ to Town
- 1935: Das Schiff des Satans (Dante’s Inferno)
- 1935: 1,000 Dollars a Minute
- 1935: Spione küßt man nicht (Rendezvous)
- 1936: Der Rächer (Robin Hood of El Dorado)
- 1936: Gefährliche Fracht (Human Cargo)
- 1936: Blinde Wut (Fury)
- 1936: Mr. Cinderella
- 1936: Pennies from Heaven
- 1937: Charlie Chan bei den Olympischen Spielen (Charlie Chan at the Olympics)
- 1938: Three Comrades
- 1938: They’re Always Caught (Kurzfilm)
- 1938: Billy the Kid lebt (Billy the Kid Returns)
- 1939: Irrwege der Liebe (Broadway Serenade)
- 1939: Union Pacific
- 1939: Mr. Moto und sein Lockvogel (Mr. Moto Takes a Vacation)
- 1939: The Star Maker
- 1940: Mein kleiner Gockel (My Little Chickadee)
- 1940: Teddy the Rough Rider (Kurzfilm)
- 1940: Liebling, du hast dich verändert (I Love You Again)
- 1940: Spring Parade
- 1940: Drei Männer aus Texas (Three Men from Texas)
- 1941: Forbidden Passage (Kurzfilm)
- 1941: Banditenjagd in Colorado (In Old Colorado)
- 1941: Ein toller Bursche (Honky Tonk)
- 1941: Rache ist süß (Design for Scandal)
- 1944: Das Haus der Lady Alquist (Gaslight)
- 1944: Kismet
- 1945: Dick Tracy
- 1946: The Falcon’s Alibi